# Библиотека Алвара Аалто
Библиотека Алвара Аалто — центральная городская библиотека Выборга, построенная в 1933—1935 годах по проекту финского архитектора Алвара Аалто. Современный адрес: проспект Суворова, 4.

## Архитектура
Здание считается вехой в творчестве архитектора, ибо обозначает переход Аалто от национально окрашенного неоклассицизма к упрощённым формам регионального модернизма. Именно здесь впервые проявилась уникальная черта его архитектурного стиля — сочетание строгости функционализма и нежной плавности природных линий. Начиная с Выборгской библиотеки творческая манера Аалто тяготеет к использованию естественных материалов и, в особенности, дерева. Сенсацию в архитектурном мире вызвал волнообразный акустический потолок лекционного зала, обрушившийся в послевоенные годы, когда здание библиотеки пустовало. В настоящее время потолок восстановлен по оригинальным чертежам.
В потолке читального зала устроены круглые окна, через которые поступает солнечный свет, при этом стены зала окон не содержат.

## История библиотеки

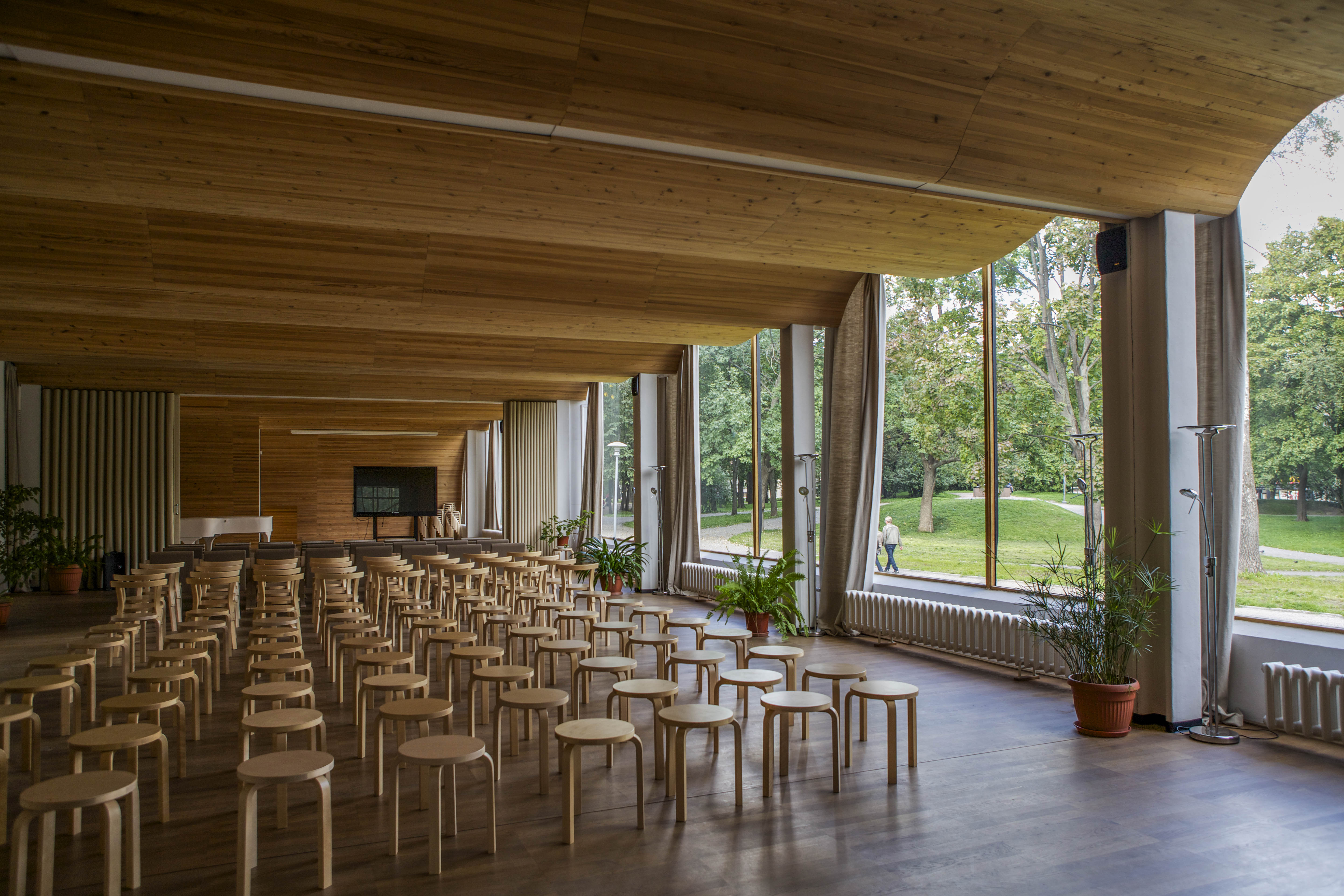
Фрагмент интерьера лекционного зала библиотеки. 2014

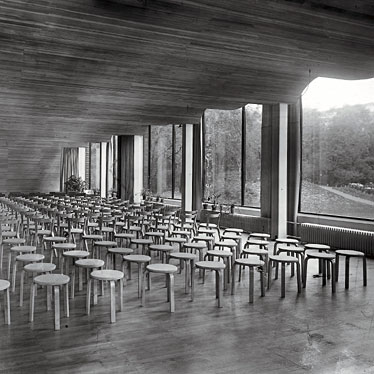
Фрагмент интерьера лекционного зала библиотеки. Фото до 1939

Строительство библиотеки началось в 1927 году на средства, которые завещала вдова выборгского мецената Юхо Лаллукка, состоятельная горожанка Мария Лаллукка. 13 октября 1935 года произошло торжественное её открытие. Вскоре библиотека стала известна во всём мире как эталон библиотечного здания.
Здесь Алвар Аалто смог учесть все особенности важные для этой сферы деятельности: режимы хранения книг, особенности работы библиотекарей, и, конечно, потребности читателей. Уникален волнообразный потолок читального зала, который является отличительной особенностью архитектурного стиля Алвара Аалто. Самостоятельно разработанная им система бестеневого освещения библиотеки, с помощью воронкообразных светильников.
Библиотека просуществовала в своём первозданном виде до 1939 года. Между Советским Союзом и Финляндией началась война, и в 1940 году Выборг заняли советские войска. В те годы библиотека была укомплектована шведской, финской, немецкой литературой, но после войны оказалась пустой и поменяла свой статус, став филиалом Государственной публичной библиотеки им. Салтыкова-Щедрина. Её собрания пополнились книгами на русском языке, которые до сих пор сохранились в фондах. В 1944 году Выборг снова вошёл в состав Советского Союза. В условиях послевоенной разрухи библиотека на долгое время оказалась заброшенной. Для того, чтобы местные жители смогли вновь пользоваться услугами библиотеки, требовалась её реконструкция, деньги на которую появились лишь в 1954 году, в библиотеке были проведены восстановительные работы. Но отсутствие у реставраторов оригинальных чертежей и необходимых материалов не позволило восстановить это здание в его исходном виде.
В 1961 году библиотека вновь открылась для посетителей, но изменила своё название на «Центральную городскую библиотеку им. Н. К. Крупской». Выходящая на библиотеку Болотная улица была переименована в Библиотечную (с 2001 года — улица Кеппа).
В перестроечные годы финансирование библиотеки практически прекратилось. Но благодаря открытию нескольких филиалов петербургских ВУЗов, круг читателей значительно расширился. Для поддержания существования библиотеки пришлось ввести платный абонемент, но со временем надобность в нём отпала, и библиотека стала вновь свободной для посещения. В 1998 году библиотека приобрела своё современное название — «Центральная городская библиотека Алвара Аалто в Выборге».
Помимо архитектурных особенностей библиотека имеет уникальную книжную коллекцию: например, собрание отдела краеведческой литературы, который формировался — и продолжает формироваться — на основе фонда, подаренного библиотекой финского города Лаппеенранта. Это книги о Выборге и Карелии на финском, шведском, немецком и других языках. За годы реставрации здания библиотеки это собрание пополнилось, возможно, самой цельной в России подборкой книг о творчестве Алвара Аалто и о самом здании библиотеки. Среди них, например, трёхтомник биографа Алвара Аалто Горана Шильдта с автографом автора.
В настоящее время здание библиотеки Алвара Аалто поставлено на государственную охрану.

### Реставрация
Созданный в 1992 году «Финский комитет по реставрации Выборгской библиотеки» вывел вопрос реставрации памятника на международный уровень. С 1994 года по 2010 год международный проект «Комплексной научной реставрации здания Выборгской библиотеки А. Аалто» финансировался на паритетных началах, как с российской стороны, так и из международных источников. В 2010 году средства на реставрацию библиотеки были выделены из федерального бюджета в соответствии с распоряжением правительства РФ от 08.12.2010 года № 2196-р и поручением председателя правительства РФ В. В. Путина № ВП-П 44-7269. Контроль над реализацией проекта осуществлялся губернатором и правительством Ленинградской области, администрацией Выборгского района, ведущими экспертами в области реставрации.
В мае 2012 года специалистами ООО «Научно-производственное и проектное объединение „Союзстройреставрация“» были завершены работы первого этапа реставрации. В октябре 2013 года завершён второй (заключительный) этап реставрации, и в ноябре 2013 года библиотека была торжественно открыта в присутствии официальных лиц России и Финляндии. Реставрация явилась пилотным проектом по реставрации и консервации памятников архитектуры модернизма, осуществлённым во взаимодействии с Финским комитетом по реставрации и ICOMOS.

## Галерея

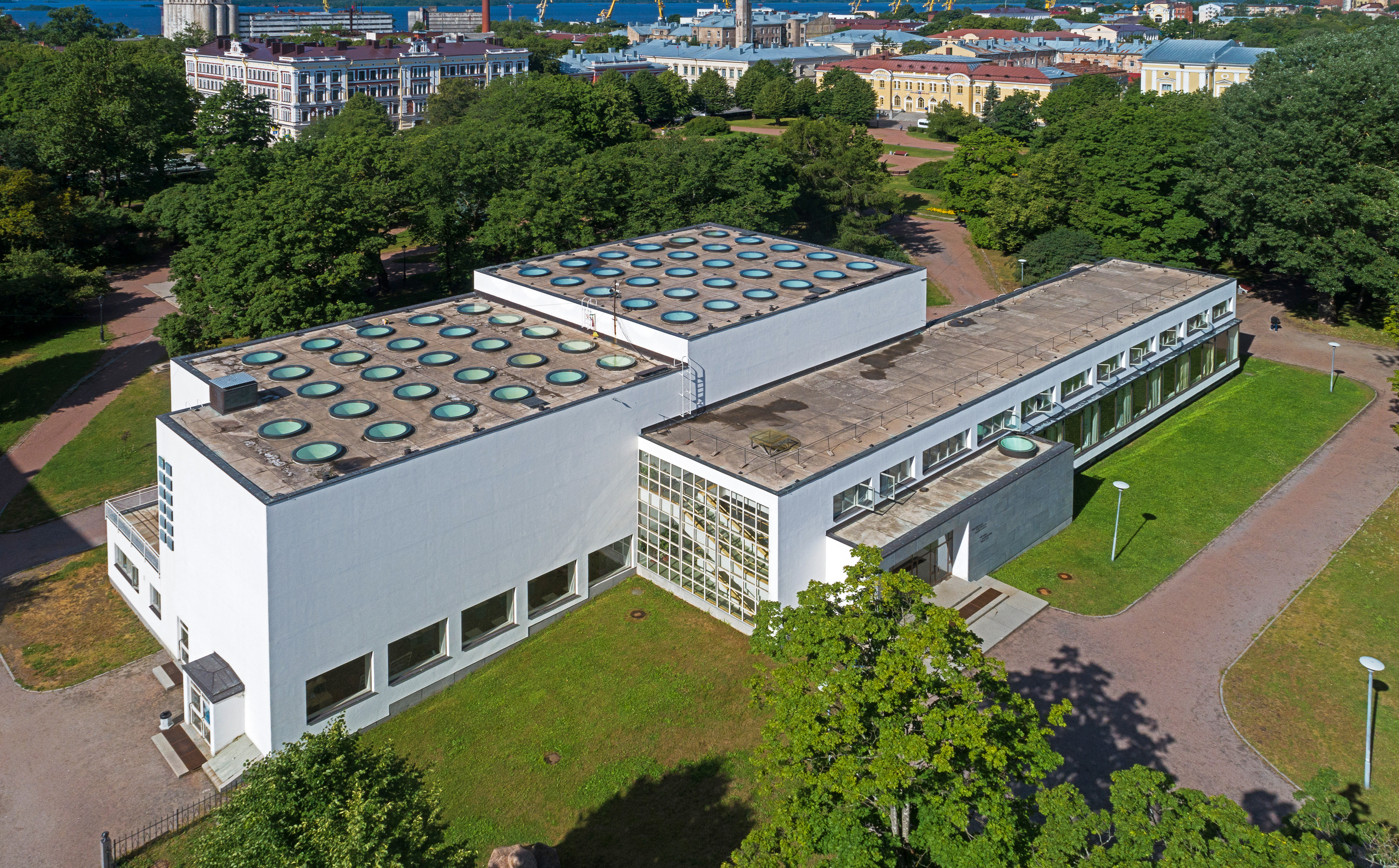
Вид сверху
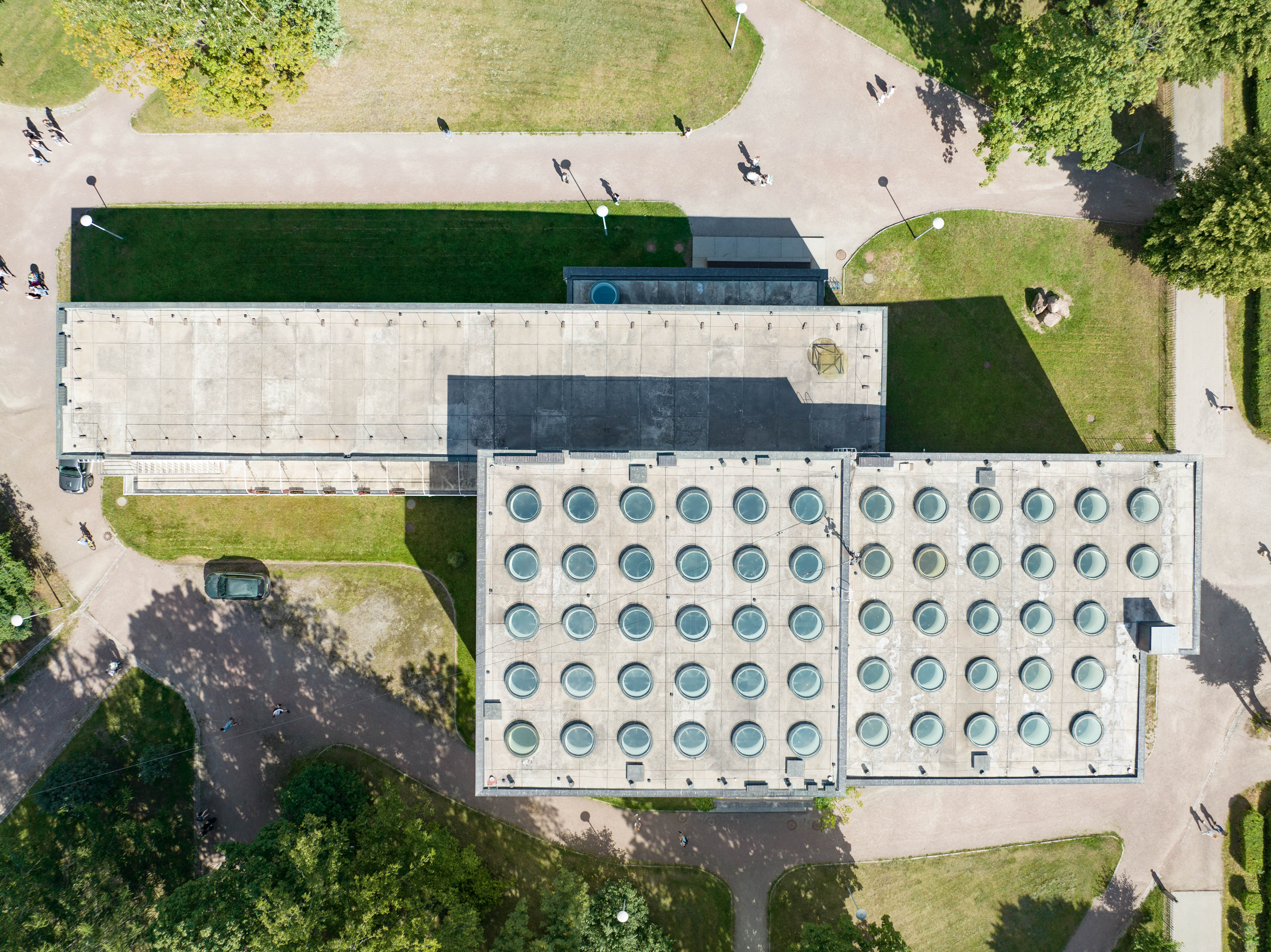
Крыша
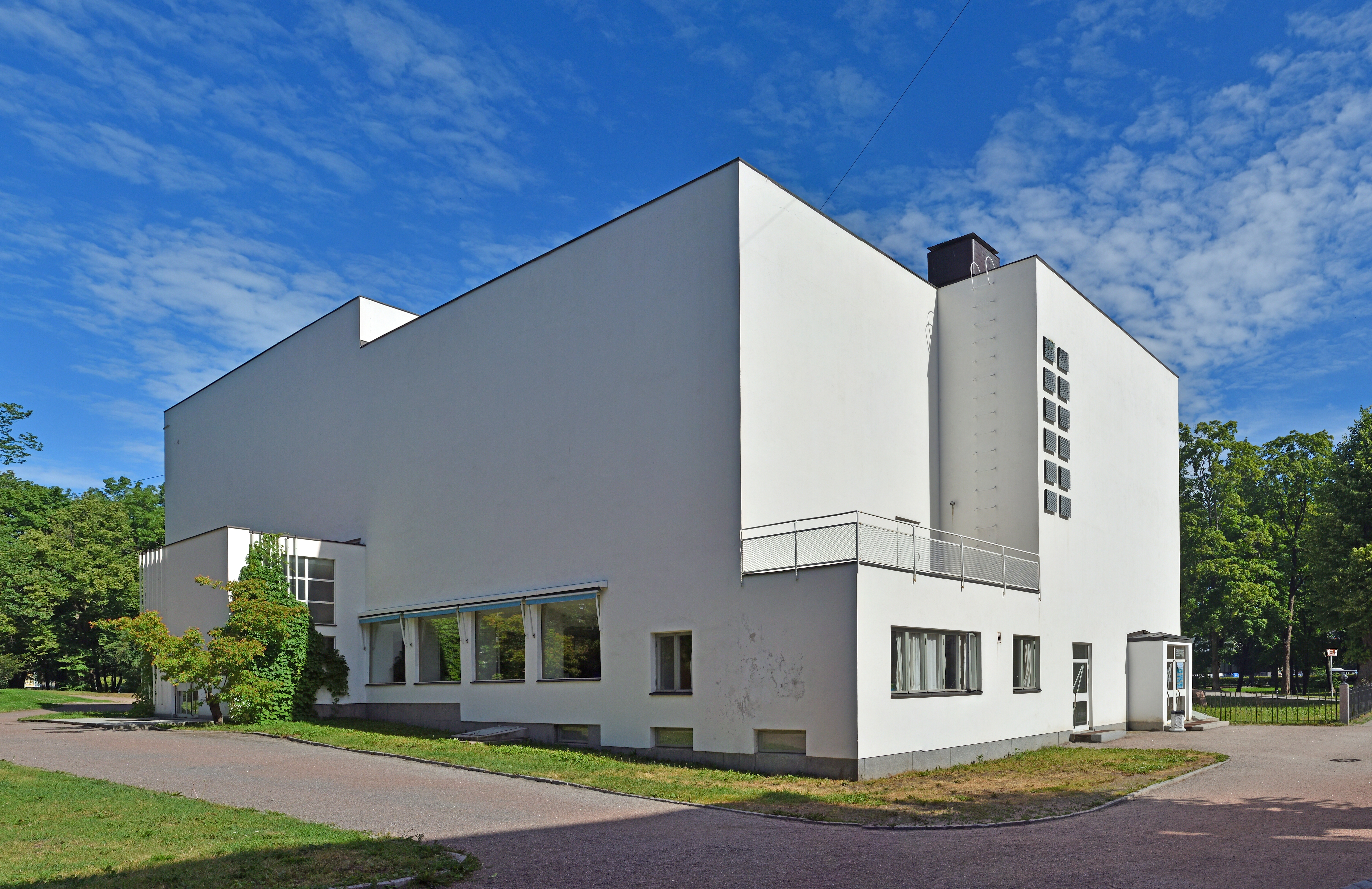
Южный фасад
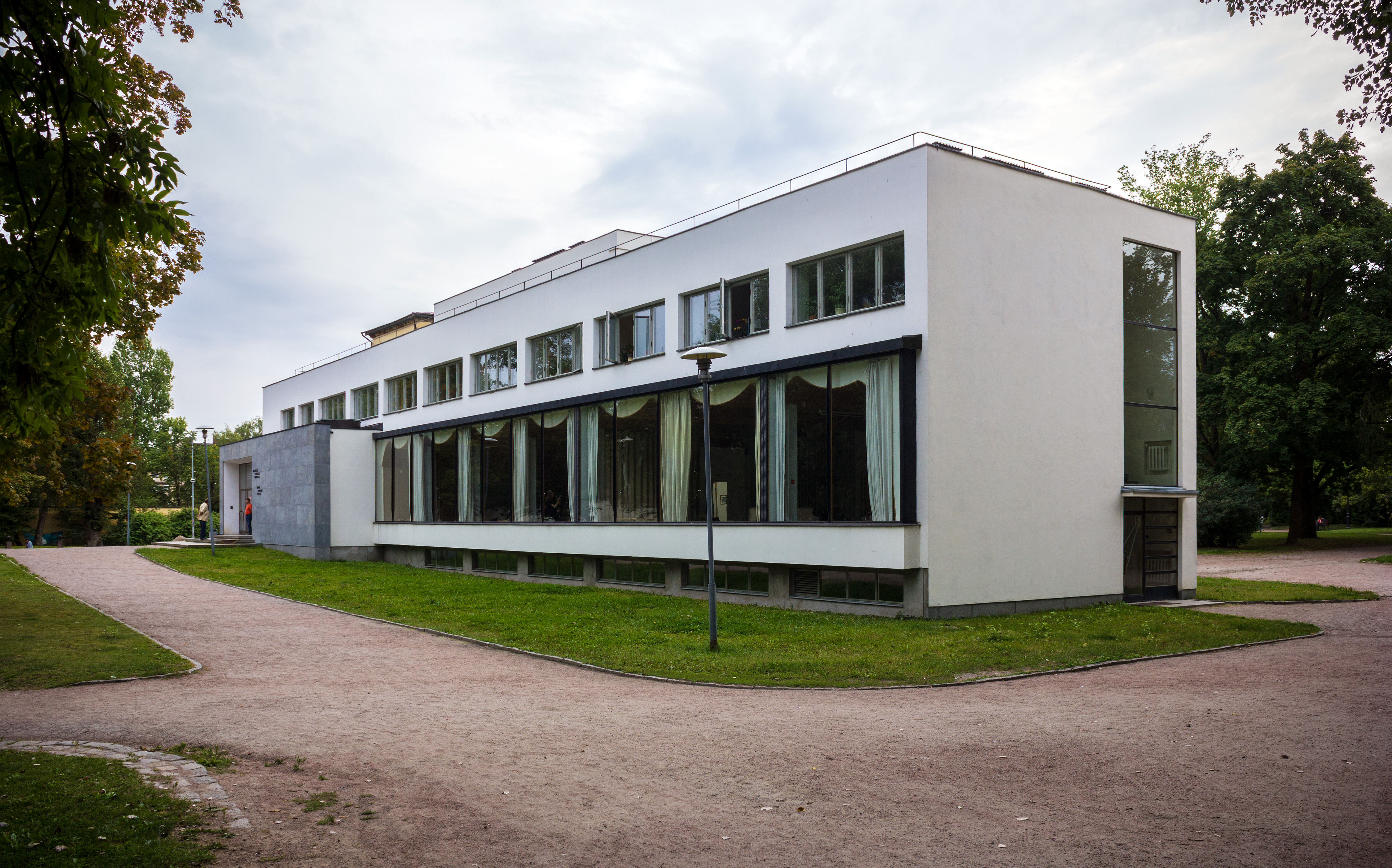
Северный фасад
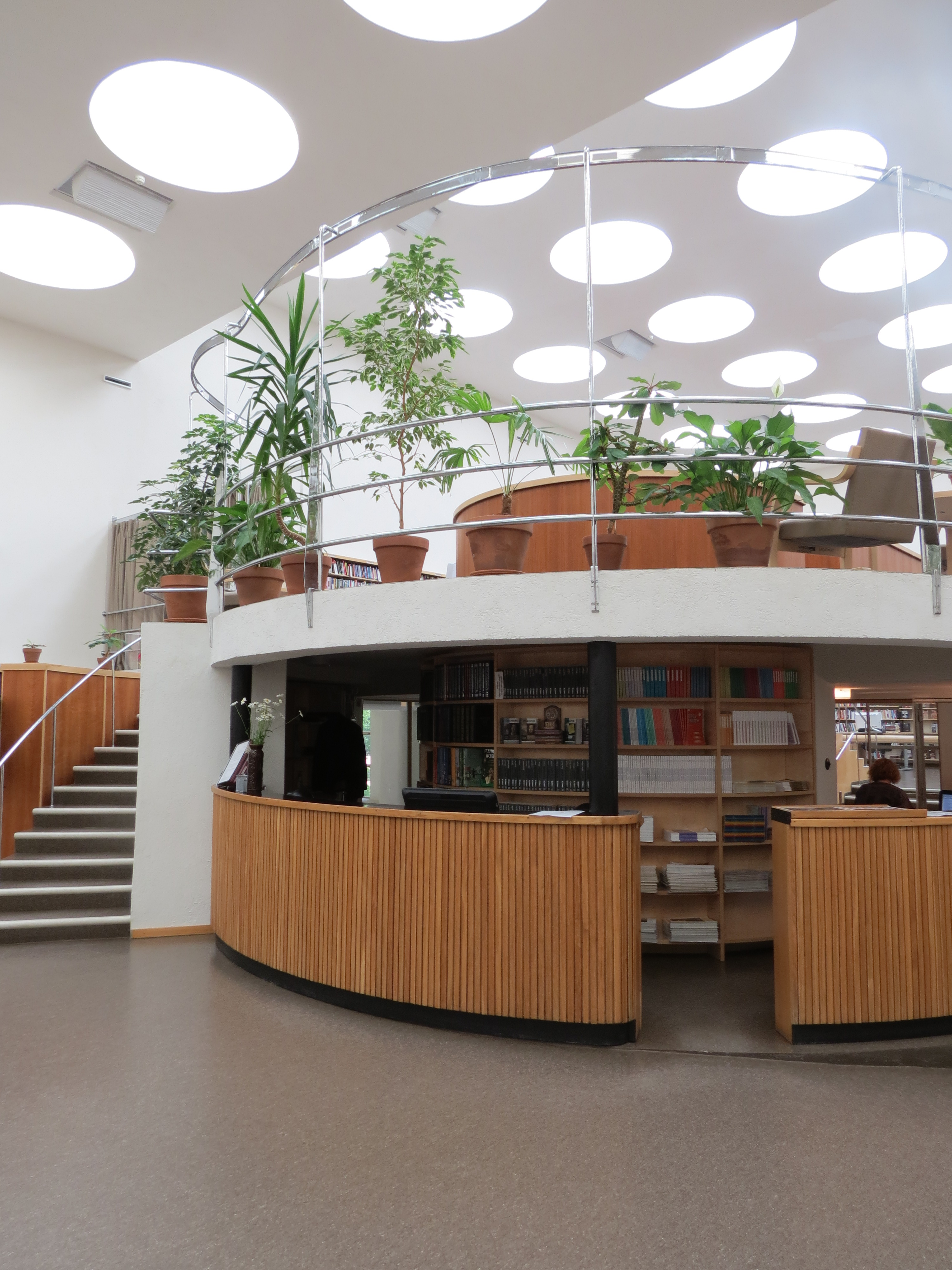
Абонемент читального зала
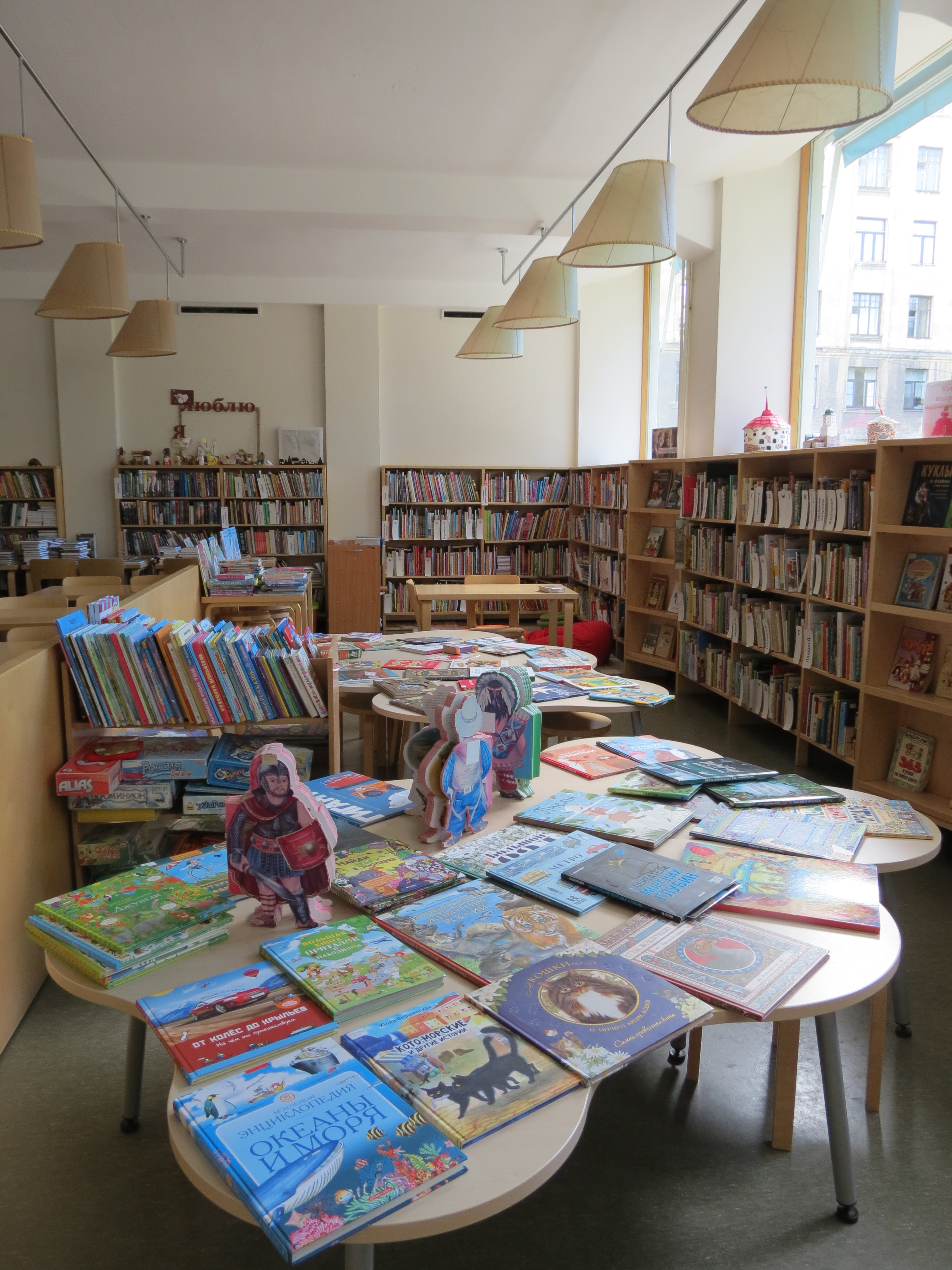
Детский читальный зал
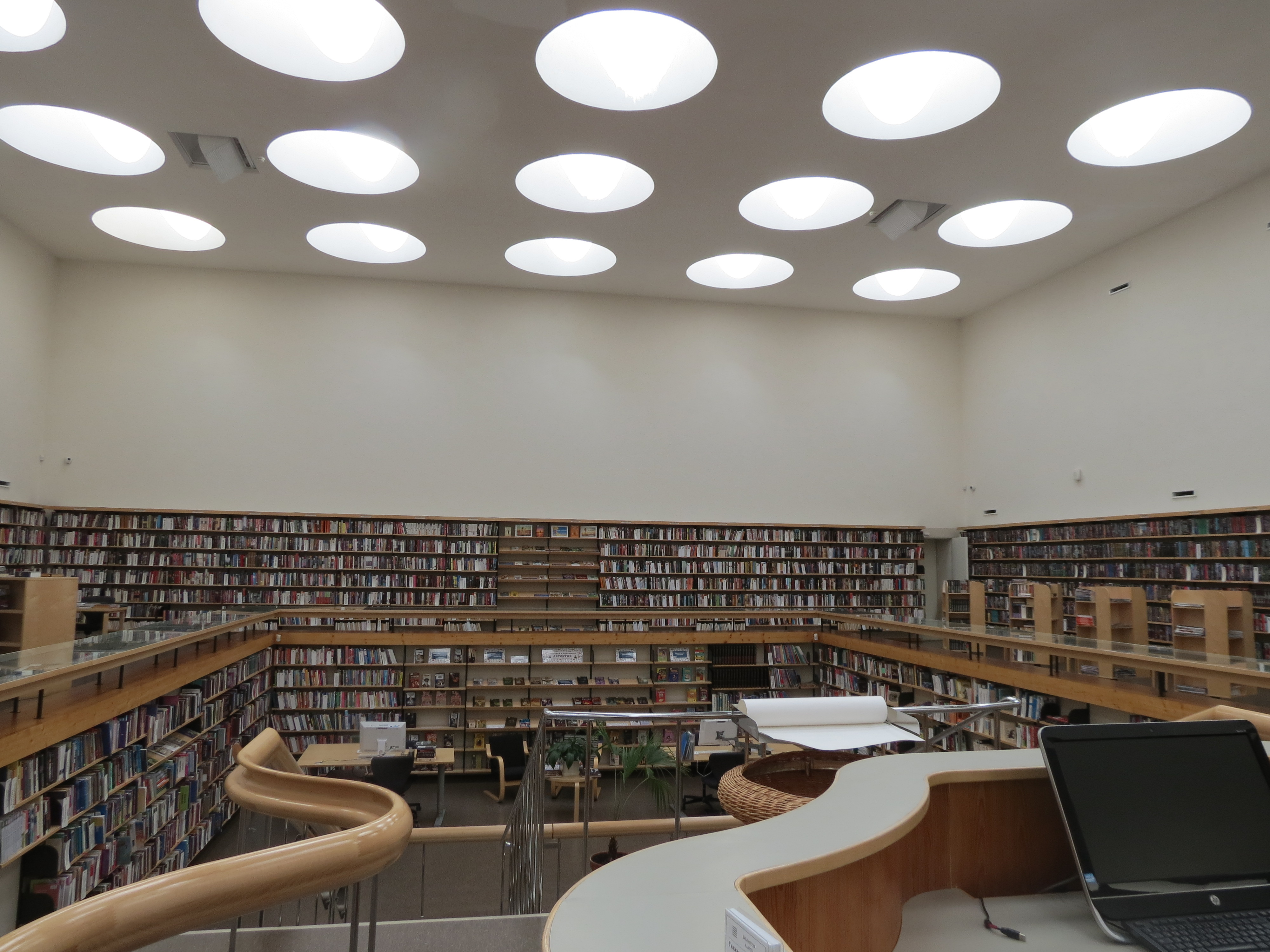
Абонемент